# Désiré Serruys
Désiré Charles Serruys (Oostende, 3 september 1859 - 14 januari 1922) was een Belgisch volksvertegenwoordiger. 

## Levensloop
Serruys was een zoon van Désiré Charles Marie Serruys (1824-1897) en van Anne Debarse (1823-1905). Hij trouwde in 1885 met Louise Julie Jean (1856-1926), weduwe van Auguste Augustinus. Ze kregen twee zoons en een dochter, onder wie Henri Serruys (1888-1952), burgemeester van Oostende. Zelf was hij een tijdlang burgemeester van Gistel.
Hij werd notaris, maar was vooral kunstschilder, voornamelijk portretschilder. Van 1912 tot 1921 was hij liberaal volksvertegenwoordiger voor het arrondissement Oostende. 